# Dimension Zero
A Dimension Zero egy svéd death-metal együttes. Jelenleg három taggal rendelkeznek: Jesper Strömblad-dal, Hans Nilssonnal és Andreas Solveströmmel. Volt tagok: Glenn Ljungström, Fredrik Johansson, Joakim Göthberg és Daniel Antonsson. A Dimension Zero-t a népszerű In Flames zenekar két tagja, valamint más svéd deathmetal zenekarok tagjai alapították meg. Olyan svéd együttesekhez hasonlítják őket, mint az At the Gates, az Unleashed vagy a Defleshed. 1995-ben alakultak meg Göteborgban. Az évek során többször is feloszlottak. Három korszakuk volt: először 1995-től 1998-ig működtek, majd 2000-től 2008-ig, végül 2013-tól napjainkig. Megalakulásukkor még "Agent Orange" néven tevékenykedtek, ezen a néven semmit nem jelentettek meg. Lemezkiadóik: Regain Records.

## Diszkográfia
- Silent Night Fever (2002)
- This is Hell (2003)
- He Who Shall Not Bleed (2007)